# Centaurea niederi
Espèce
Statut de conservation UICN

 VU D2 : Vulnérable
Synonymes
- Acosta niederi (Heldr.) Holub[1]

Centaurea niederi est une espèce de plantes à fleurs de la famille des Asteraceae. Elle est endémique de l'Ouest de la Grèce ; elle a été décrite pour la première fois par Theodor von Heldreich en 1860. C'est une espèce en danger.

## Description
Les feuilles sont blanchâtres et tomenteuses.
Les fleurs sont disposées en capitule solitaire dont l'involucre est globuleux et mesure 15 à 20 mm de diamètre. Les fleurs sont roses-poupres ; la plante fleurit d'avril à début juillet.

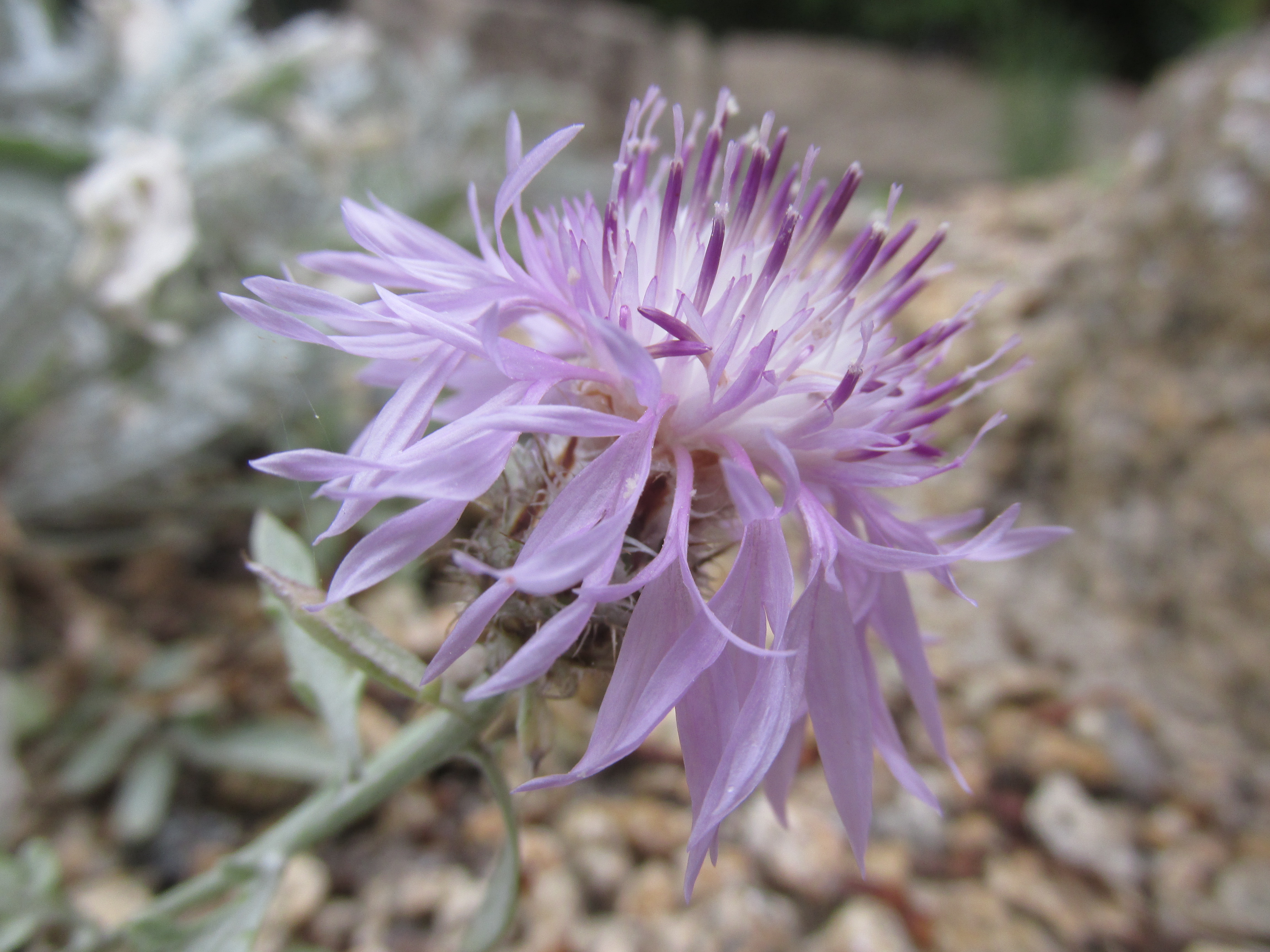
Fleur de Centaurea niederi.

## Répartition et habitat
L'espèce est rare et ne se trouve que dans trois lieux dans l'ouest de la Grèce centrale (Στερεάς Ελλάδας) et le nord de la péninsule du Péloponnèse. Deux sites se trouvent sur les pentes sud-ouest du mont Arakinthos, notamment dans la gorge de Klisoura, et le troisième près du mont Araxos,.
Elle pousse dans les crevasses des falaises calcaires à des altitudes de 30 à 150 m. Dans ce même habitat, on trouve également : Silene congesta, Corbeille d'or (Aurinia saxatilis), Centranthe rouge (Centranthus ruber), Ptilostemon chamaepeuce et Euphorbe arborescente (Euphorbia dendroides) ,.
Son habitat est en danger : deux des trois sites où elle pousse sont proches d'une route et le troisième est menacé par une carrière à proximité. Dans son locus classicus (l'endroit où l'espèce a été décrite), on trouve moins de vingt plantes.

## Menaces et protection
L'espèce est considérée comme en danger d'extinction sur la liste rouge de l'UICN.
Elle a fait l'objet d'un plan d'action visant à renforcer ses effectifs dans le cadre de la restauration de l'ancienne carrière d'Araxos menée par le Conservatoire botanique national de Brest et l'Université de Patras (2008-2012).
Elle est cultivée dans moins de 6 jardins dans le monde dont le Conservatoire botanique national de Brest. Elle est également conservée au Patras Botanical Institute.

## Galerie photos

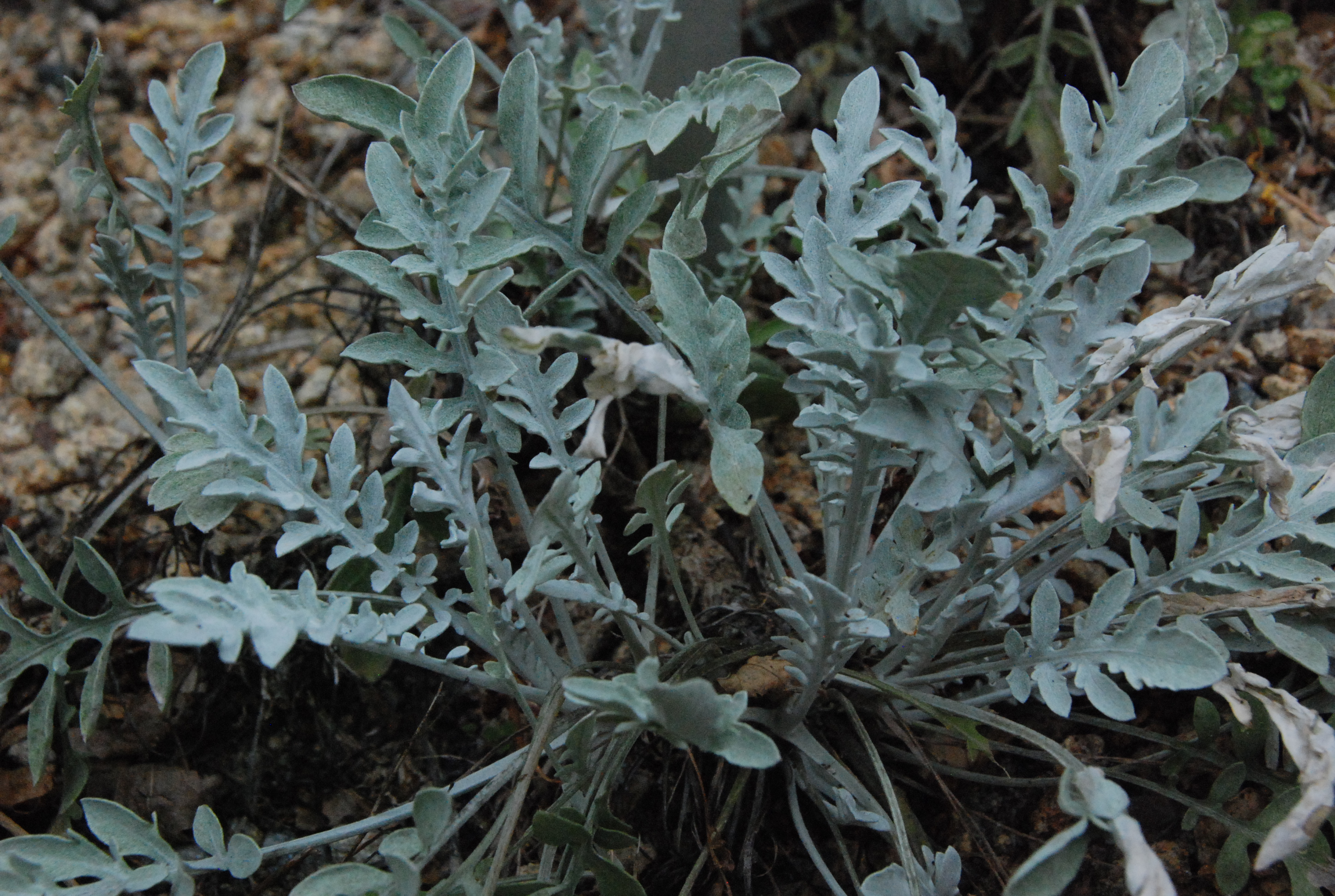
Plant de Centaurea niederi en extérieur.
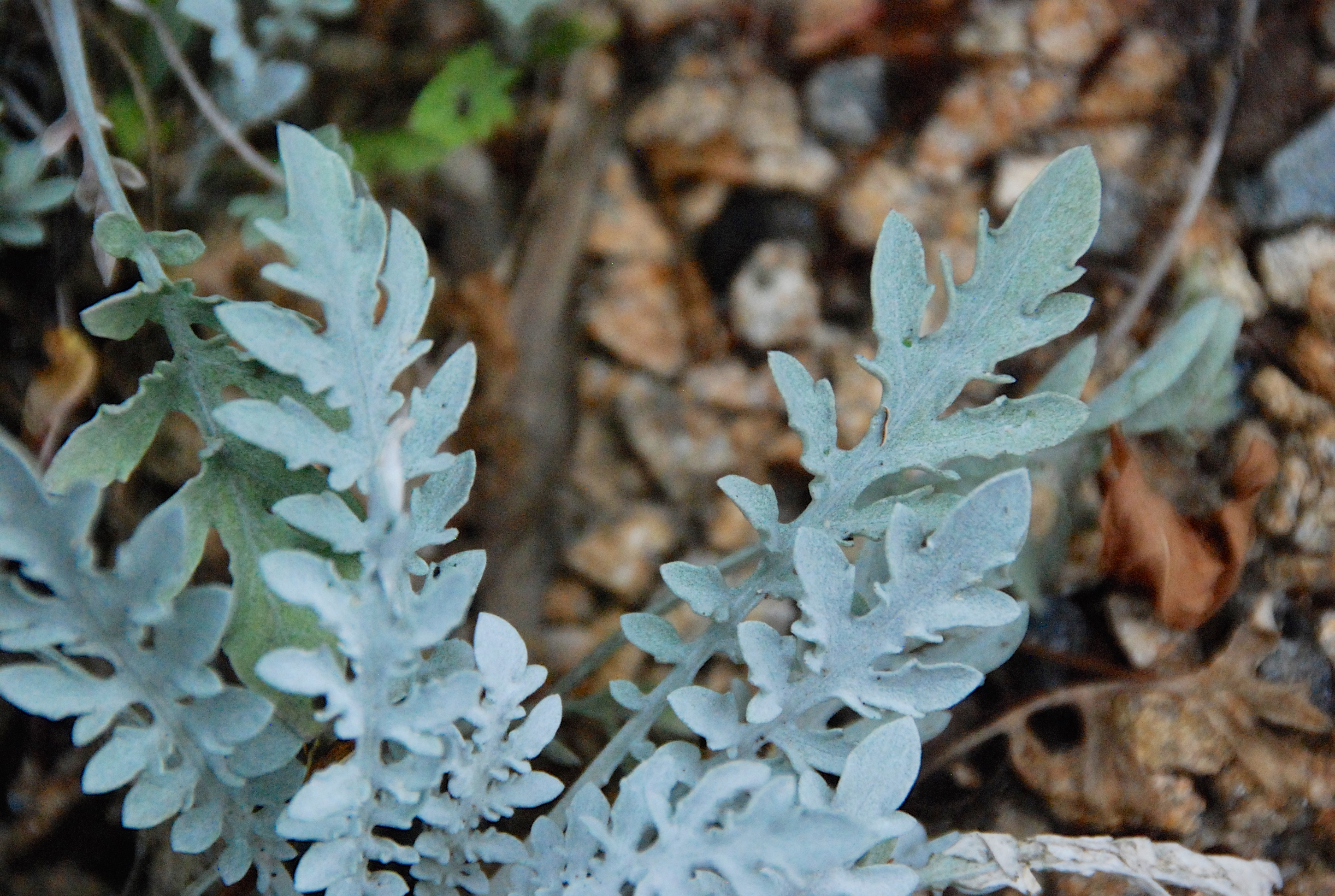
Détail des feuilles.
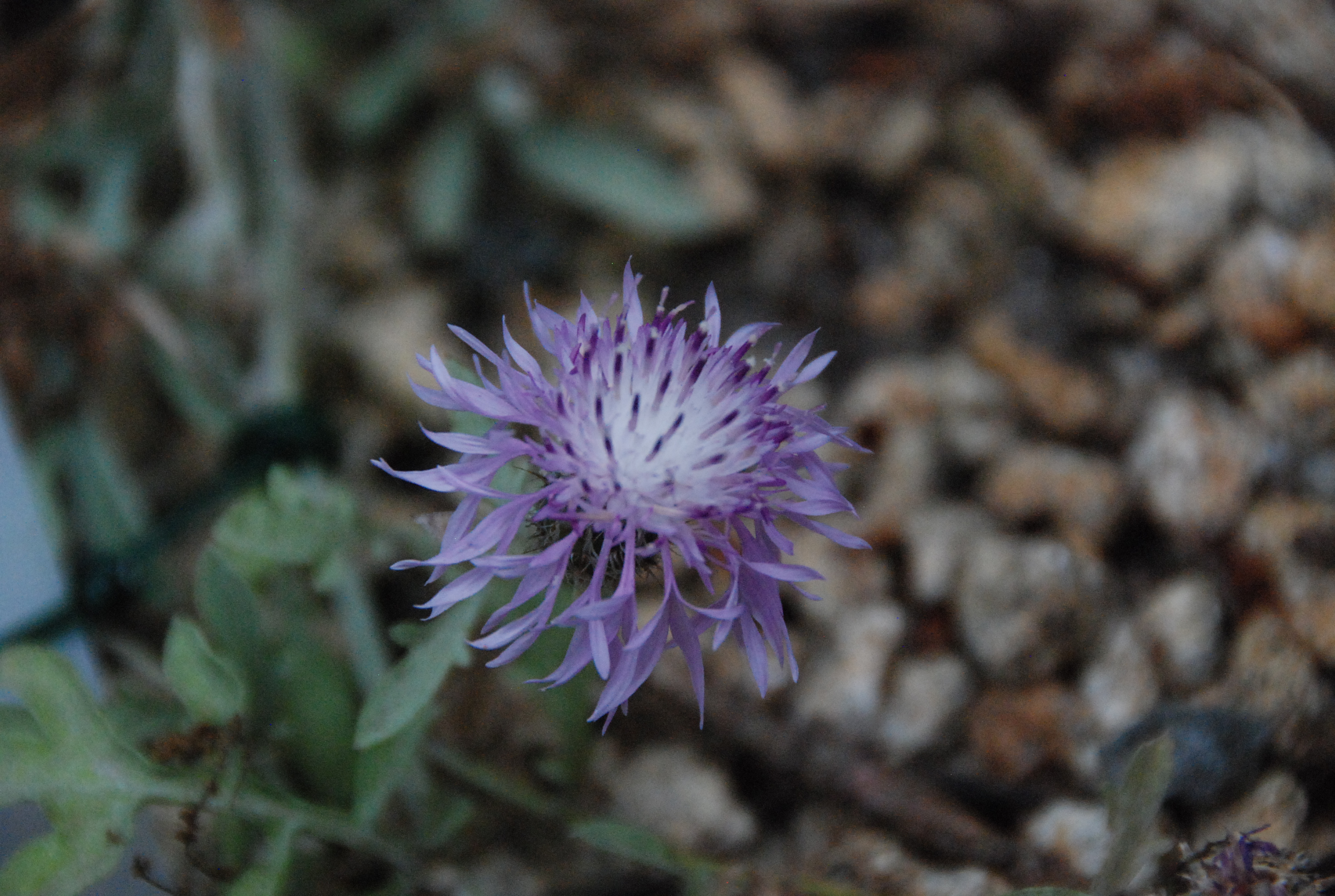
Fleur.
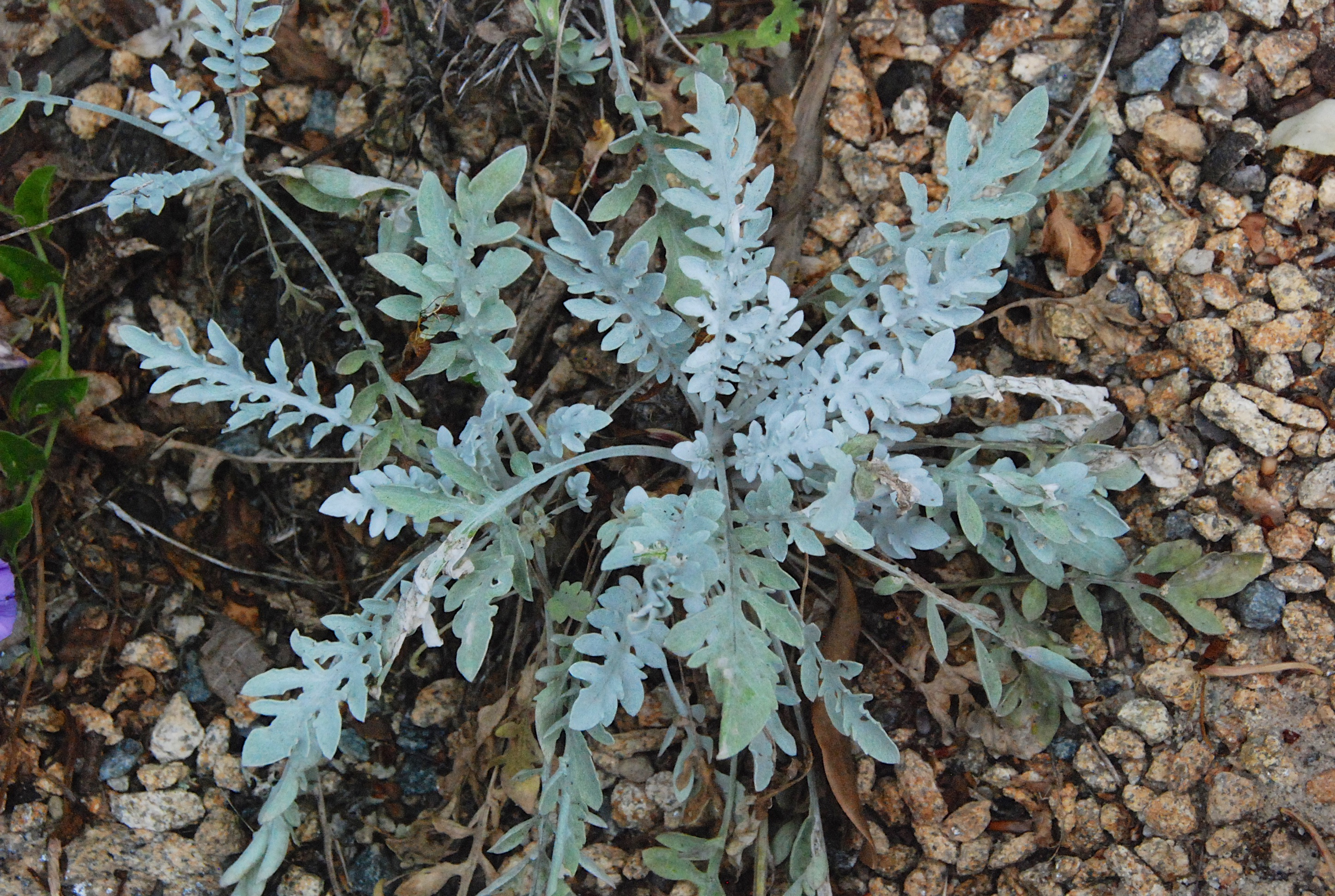
Plant de Centaurea niederi en extérieur.